# Ruta Estatal de California 255
La Ruta Estatal de California 255, abreviada SR 255 (en inglés: California State Route 255) es una carretera estatal estadounidense ubicada en el estado de California. La carretera inicia en el Oeste desde la SR 101     en Eureka en sentido Este hasta finalizar en la SR 101     en Arcata. La carretera tiene una longitud de 14,1 km (8.789 mi).

## Mantenimiento
Al igual que las autopistas interestatales, y las rutas federales y el resto de carreteras estatales, la Ruta Estatal de California 255 es administrada y mantenida por el Departamento de Transporte de California por sus siglas en inglés Caltrans.